# Abbaye de Barking
L'abbaye de Barking est un ancien monastère royal situé à Barking, dans le borough londonien de Barking et Dagenham. Elle a été décrite comme étant « l'un des couvents les plus importants du pays ».
Initialement créée au VIIe siècle, l'abbaye suivit la règle de saint Benoît dès la fin du Xe siècle. Elle disposait d'un fonds de dotation important et de revenus considérables, mais elle souffrit beaucoup après 1377, lorsque la Tamise inonda environ 720 acres (290 hectares) de terres appartenant à l'abbaye qui devinrent irrécupérables. Malgré cela, au moment de la dissolution, elle était encore le troisième couvent le plus riche d'Angleterre.
L'abbaye continua de fonctionner pendant près de 900 ans, jusqu'à sa fermeture en 1539, dans le cadre de la dissolution des monastères par le roi Henri VIII. Au cours de son existence, l'abbaye avait beaucoup d'Abbesses notables, parmi elles plusieurs saintes, anciennes reines consorts et filles de rois. L'abbesse de Barking avait priorité sur toutes les autres abbesses d'Angleterre.
Les vestiges en ruines de l'abbaye de Barking font maintenant partie d'un espace public ouvert connu sous le nom d'Abbey Green. Ici aussi se trouve le successeur anglican de l'abbaye, l'église paroissiale de Barking, dédiée à Sainte-Marguerite (St Margaret's Church). Une curiosité de cette église est qu'elle possède trois marguilliers au lieu de la paire normale.

## Histoire

### Histoire ancienne
L'abbaye de Barking était l'un des deux monastères fondés au VIIe siècle par Earconwald (plus tard évêque de Londres). Earconwald fonda l'abbaye de Chertsey pour lui-même, et l'abbaye de Barking pour sa sœur Sainte Ethelburge. Earconwald et Ethelburge étaient d'ascendance royale et étaient nés dans le royaume de Lindsey, un royaume anglo-saxon (que l'on peut à peu près situé dans le comté moderne du Lincolnshire). On dit qu'Ethelburge (une chrétienne) choisit de devenir nonne pour éviter d'avoir à épouser le roi Edwin de Northumbrie (un païen). Toutefois, cela semble douteux et il peut y avoir eu une confusion entre Ethelburge et Æthelburg de Kent. De toute façon, le frère d'Ethelburge, Earconwald, avait fondé l'abbaye de Barking spécifiquement pour elle, car les couvents pour religieuses n'existaient pas en Angleterre à cette époque. Ethelburge servit comme première abbesse de l'abbaye. Hildelith, une religieuse que l'on fit venir de l'étranger pour prodiguer des enseignements à Ethelburge[réf. nécessaire], devint elle-même abbesse après sa mort. Earconwald lui-même mourut à l'abbaye en 693, bien que son corps fût transporté à l'abbaye de Chertsey pour l'inhumation.
L'abbaye fut dotée par les princes du royaume des Saxons de l'Est. L'abbaye fut initialement dédiée à Marie. Mais ensuite, ce fut à Marie et à Ethelburge qu'elle fut dédiée.
Wulfhilde devint abbesse de l'abbaye de Barking au cours du Xe siècle. Wulfhilda avait grandi dans l'abbaye de Wilton, dans le Wiltshire. Le roi Edgar tomba amoureux de Wulfhilda à Wilton, mais Wulfhilda, qui s'était engagée à poursuivre une vie religieuse, repoussa ses avances, ses cadeaux et ses propositions de mariage. Finalement, Edgar essaya de piéger Wulfhilda; obtenant de la tante de cette dernière, l'abbesse Wenflaeda de Wherwell, de prétendre à une maladie et de convoquer Wulfhilda, Edgar était celui qui attendait quand Wulfhila arriva. À son arrivée, Wulfhilda « trouva sa ferveur si alarmante qu'elle s'enfuit, laissant sa manche dans sa main, et s'échappant à travers les égouts ». Wulfhilda poursuivit son ambition et devint nonne. Le roi Edgar la fit Abbesse de Barking et fit don de « domaines considérables » à l'abbaye de Barking. Wulfhilda elle-même fit don de 20 villages à l'abbaye et établit un autre monastère à Horton, dans le Kent.
Celle qui était finalement devenue l'épouse du roi Edgar, la reine Ælfthryth, devint jalouse de Wulfhilda, et après la mort de son mari, elle la destitua de sa fonction d'abbesse de Barking, mais elle lui fut restituée plus tard par le fils d'Edgar et d'Ælfthryth, le roi Æthelred le Malavisé.
Une autre version de l'histoire dit que la reine Ælfthryth, en tant que surveillante de l'abbaye, destitua l'abbesse Wulfida après des plaintes faites par les religieuses; et que c'était la reine, et non pas son fils, qui la réintégra vingt ans plus tard.
Dunstan de Cantorbéry (909-19 mai 988) changea l'abbaye de Barking afin de suivre la règle de saint Benoît.

### Après la conquête normande
Lors de la conquête normande de l'Angleterre, l'abbesse était Æfgiva. Le roi Guillaume le Conquérant confirma que l'abbaye était sous le contrôle d'Æfgiva avec une charte royale publiée en novembre ou décembre 1066. Guillaume lui accorda « ma paix et mon amour, et tous mes droits à l'intérieur et à l'extérieur du bourg, aussi pleinement que toute abbesse dans ce monastère de St .Mary y avait eu droit au temps du roi Édouard ». À cette époque, le roi Guillaume séjournait à l'abbaye de Barking tandis qu'il construisait la tour de Londres. Ce fut également à l'abbaye que le roi Guillaume reçut la soumission des frères Morcar, comte de Northumbrie, et Edwin de Mercie ; la sœur de Morcar et d'Edwin, la reine Édith, était la veuve du roi vaincu Harold II (Godwinson).
La reine Mathilde (vers 1080-1er mai 1118), épouse du roi Henri Ier, finança la construction de deux ponts en pierre et d'un pont-jetée enjambant les branches de la rivière Lea, à Stratford-by-Bow. Comme l'abbaye de Barking était la plus proche des ponts, la reine lui attribua la responsabilité de leur entretien, et fit don de terres à titre de dotation pour financer de futures réparations. Après la fondation de l'abbaye de Stratford Langthorne en 1135 (qui était plus près des ponts), l'abbesse de Barking transféra la responsabilité à Stratford. Ce fut le commencement d'un différend entre les deux abbayes qui ne se régla qu'en 1315. Un accord fut conclu lorsque l'abbesse de Barking paya 200 £ à l'abbé de Stratford Lanthorne; en retour, l'abbé accepta d'entretenir les ponts et chaussées, et de payer un loyer annuel de quatre marks à l'abbesse.
Mary Becket, sœur de Saint Thomas Becket, archevêque de Canterbury, fut faite abbesse de Barking en 1173, à titre de réparation pour l'assassinat de son frère.
Avant 1214, en tant qu'« instauration royale », les abbesses de Barking étaient choisies par le roi. Cependant, à la suite de la pression du pape, le roi Jean permit aux religieuses de procéder à des élections pour choisir leur abbesse. Toutefois, plus tard, la couronne prétendit avoir le droit de choisir une religieuse destinée à rejoindre l'abbaye chaque fois qu'un nouveau monarque accédait au trône. Ce privilège fut utilisé pour désigner Alice de Belhus lors de l'accession du roi Édouard II en 1307, Margaret Swinford (fille de Katherine Swynford qui devint plus tard abbesse) lors de l'accession du roi Richard II en 1377, Maud Kylet en 1404 (5 ans après l'accession du roi Henri IV), et de Goda Hapton en 1430 (8 ans après l'accession du roi Henri VI).
Le statut de l'abbaye lui accordait plusieurs droits et responsabilités. L'abbesse avait préséance sur toutes les autres abbesses en Angleterre. Elle faisait également partie des quatre abbesses qui, « tenant du roi par baronnie », devaient effectuer leur service militaire. L'abbesse dut exercer ces obligations sous le règne du roi Henri III ainsi que sous celui du roi Édouard Ier.
Dans la fiscalité mentionnée dans les Pipe rolls de 1291, l'abbaye était enregistrée comme ayant un revenu de 300 £13 s.1 ¹⁄₄ d.
Élisabeth de Clare fut brièvement emprisonnée dans l'abbaye de Barking en 1322, dans le cadre d'une campagne visant à la forcer à céder une partie de ses terres galloises à Hugues le Despenser. Pendant son emprisonnement, certains de ses « biens de valeur » furent extorqués, mais récupérés plus tard.
En 1377, une très grande partie des terres de l'abbaye situées près de la Tamise furent inondées. La dévastation fut sévère et la fortune de l'abbaye jamais complètement récupérée: La dévastation des terres et le coût élevé de la réparation des digues conduisirent à l'appauvrissement de l'abbaye.
En 1382, les terres de l'abbaye étaient enregistrées comme toujours inondées, et leur revenu annuel était tombé à 400 marks. En 1409, 32 ans après le déluge, les terres n'avaient toujours pas été assainies, malgré la somme dépassant les 2 000 £ versée par l'abbaye pour tenter de les sauver. Environ 720 acres de terres furent perdus; dont 600 se situaient sur la zone de Dagenham Marsh. Il y eut diverses tentatives pour essayer d'aider l'abbaye. En 1380, le roi libéra l'abbaye de certaines charges. En 1384, la permission fut donnée de "contraindre" (forcer) des ouvriers à contribuer à améliorer la situation sur Dagenham Marsh. On accorda à l'abbaye « diverses libertés dans le hundred de Beacontree » en 1392 et 1462, et l'exonération du paiement des « dixièmes » pendant 10 ans à partir de 1409. Il semble que la terre n'ait jamais été assainie, puisque sous le règne du roi Henri VII (1485 au 1509 ), les terres inondées furent « exemptées de la loi », « étendant la juridiction du maire de Londres en tant que conservateur de la Tamise ».
En 1381, Elizabeth Chaucer devint religieuse à l'abbaye. Elizabeth était la fille du poète Geoffrey Chaucer et de Philippa De Roet Chaucer. Lorsque Elizabeth rejoignit l'abbaye, Jean de Gand paya 51 £8 s.2 d. « pour les dépenses et cadeaux » pour l'occasion. Geoffrey Chaucer fut au service de la cour du roi et de Jean de Gand une grande partie de sa vie. Kathrine Swynford, qui devint l'épouse de Jean de Gand, était la sœur de Philippa Chaucer. Le frère d'Elizabeth Chaucer, Thomas Chaucer, servit dans la maison de Jean de Gand alors qu'il était encore très jeune, et il gravit les échelons avec succès. La fille de Thomas réussit elle aussi, devenant duchesse de Suffolk.
Pendant la période où Katherine de la Pole fut abbesse, les jeunes Edmond et Jasper Tudor furent placés sous la garde de l'abbesse par le conseil du roi Henri VI. Ces garçons étaient les demi-frères de Henri VI: les enfants d'Owen Tudor et de Catherine de Valois; elle-même veuve du roi Henri V et mère de Henri VI. Les Tudor furent élevés et éduqués à Barking sous la surveillance de l'abbesse Katherine. Pour cela, cette dernière reçut une allocation de 52 £12 s. Edmond fut le père du roi Henri VII, qui s'empara du trône lors de la bataille de Bosworth en 1485.

### Dissolution
Le Valor Ecclesiasticus (en) de 1535 enregistre le revenu brut de l'abbaye à 1 084 £6 s.2 ¼d, ce qui en fait le troisième couvent le plus riche d'Angleterre; derrière l'abbaye de Syon et l'abbaye de Shaftesbury.
L'abbaye fut dissoute en 1539 dans le cadre de la dissolution des monastères du roi Henri VIII. Elle fut officiellement cédée par l'abbesse, et les 30 religieuses, dans la salle capitulaire de l'abbaye le 14 novembre 1539. L'abbesse et les religieuses reçurent toutes une rente annuelle 12 jours plus tard. Celle de l'abbesse était de 200 marks par an. Beaucoup de ces rentes continuèrent à être payées sous le règne de la reine Marie Ire .

### Après la dissolution
Après la dissolution, l'abbaye fut démolie et une grande partie de sa richesse fut vendue. La démolition commença en juin 1540 et s'acheva au bout de 18 mois. Seules la North Gate (porte nord) et la Curfew Tower (tour couvre-feu) de l'abbaye furent laissées intactes; toutefois, la North Gate fut détruite vers 1885. Après sa démolition, certains matériaux de construction de l'abbaye furent réutilisés: une partie du plomb servit à réparer le toit du palais de Placentia, et une partie de la pierre fut utilisée pour construire le nouveau manoir du roi Henri VIII à Dartford.
Des archives de 1540 montrent que la vente du plomb de l'abbaye permit de récolter 744 £; celle des 11 cloches de l'abbaye 122 £13 s., et celle des « produits, céréales et bétail » 182 £2 s.10 d.. L'abbaye possédait également divers bijoux et objets de valeur; dont 3 586 onces d'argent.
Au moment de la dissolution, l'abbaye contrôlait également plusieurs autres manoirs.
En 1551, le roi Édouard VI concéda le site de l'abbaye ainsi que les terres à Édouard Clinton, 9e baron Clinton (et plus tard 1er comte de Lincoln).
Après cela, le site fut utilisé comme carrière et ferme. Un quartier de la municipalité actuelle est nommé Abbey en référence aux ruines.

## Vestiges

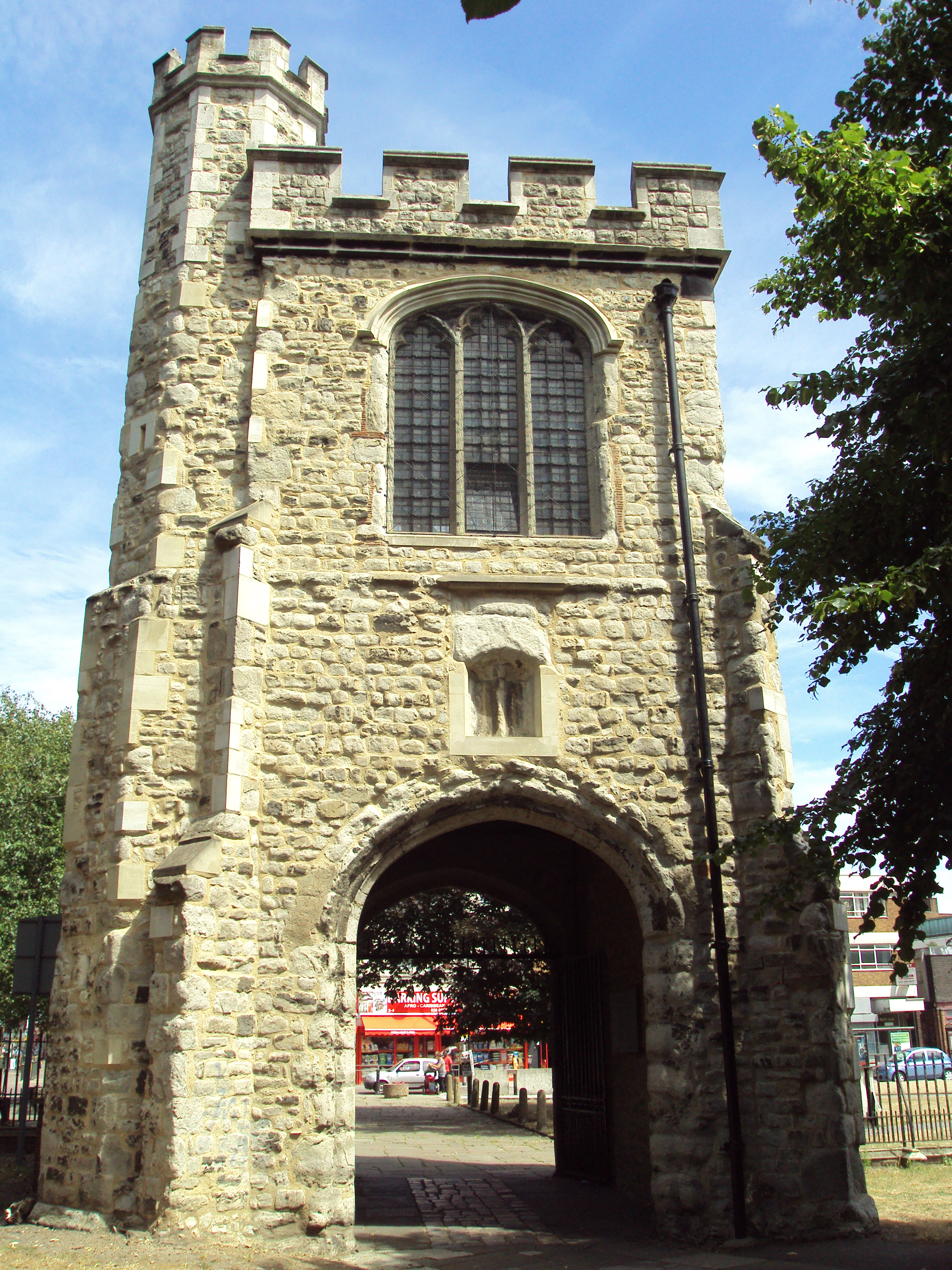
Curfew Tower (Tour couvre-feu)

Après la dissolution en 1539, la plus grande partie de l'abbaye fut détruite. Aujourd'hui, il ne reste que la tour appelée Curfew Tower ainsi que les empreintes et les empattements de l'abbaye. Quasiment tous les vestiges sont enterrés: ceux qui restent visibles ont été construits au XXe siècle pour montrer la disposition de l'abbaye.
Les ruines se situent dans un espace public ouvert connu sous le nom d'Abbey Green.

### Curfew Tower
La Curfew Tower, également connue sous le nom de Fire Bell Gate, était l'une des trois portes de l'abbaye et la seule partie de l'abbaye encore debout. La tour d'origine fut construite en 1370, et la tour actuelle en 1460 environ. Au-dessus de la porte se trouve « The Chapel of the Holy Rood » (La chapelle de la Sainte-Croix), nom provenant du crucifix en pierre datant du XIIe siècle exposé à l'intérieur.
Le bâtiment a été réparé à plusieurs reprises. En 1955-1956, la chapelle fut redécorée et les fenêtres réparées. En 2005-2006, la tour fut largement réparée au prix de 130 000 £. Le toit de l'escalier et le revêtement du toit principal furent remplacés, la maçonnerie de la tour fut rejointoyée, et la pierre irrémédiablement endommagée remplacée. L'intérieur de la chapelle fut à nouveau redécoré.
La tour fait partie des monuments classés Grade II, et est représentée sur le blason du district londonien de Barking et Dagenham (en).

## Galerie

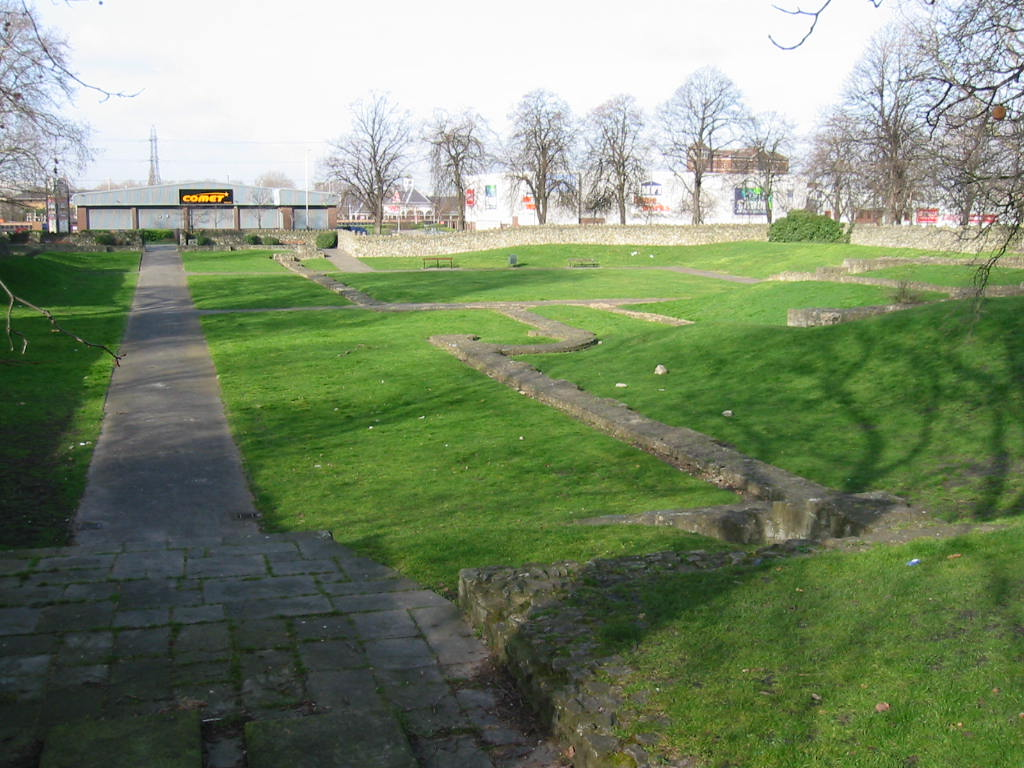
Les ruines - Dépôt de la chaîne de distribution Comet (en) en arrière-plan.
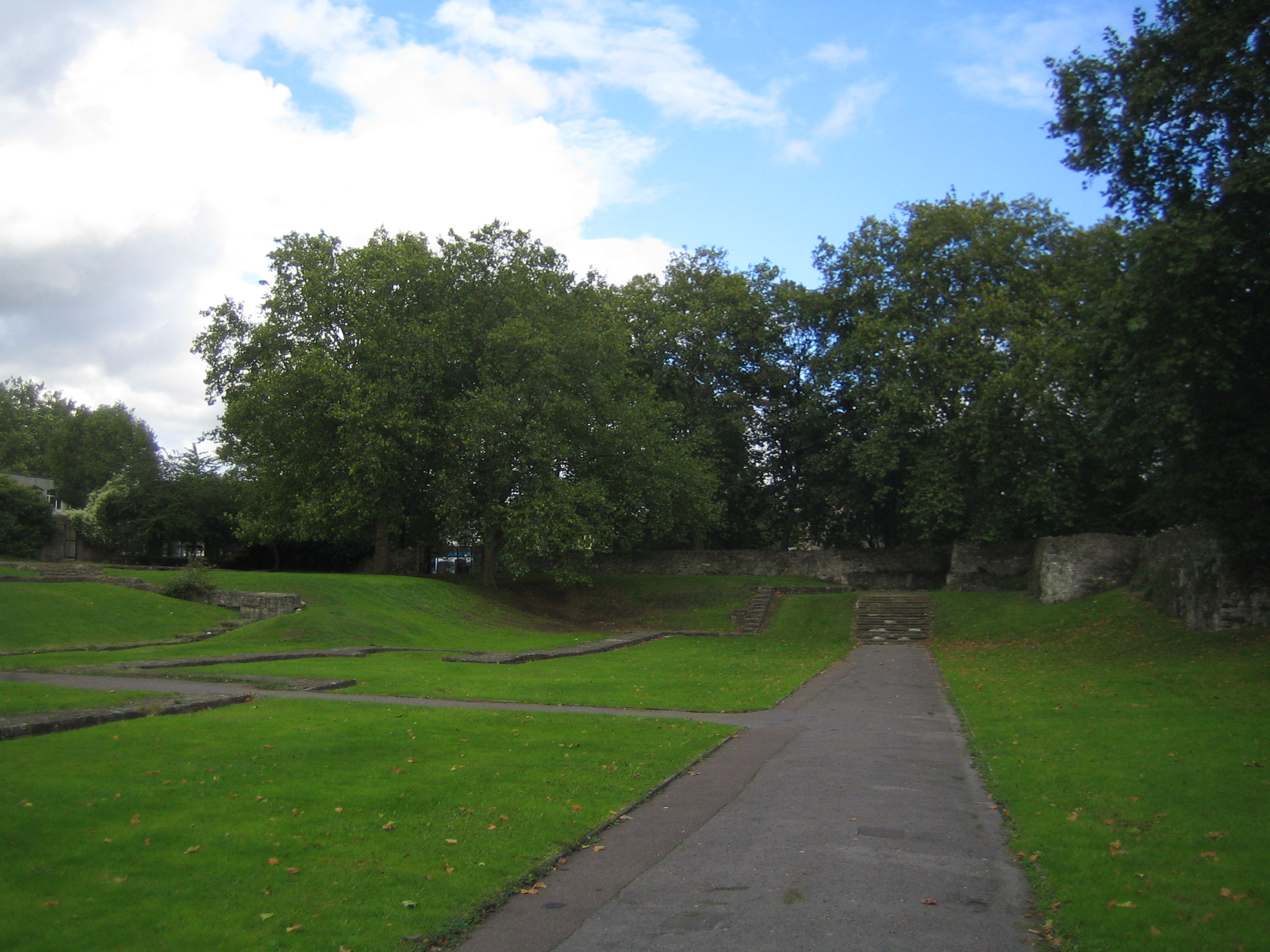
Les ruines.
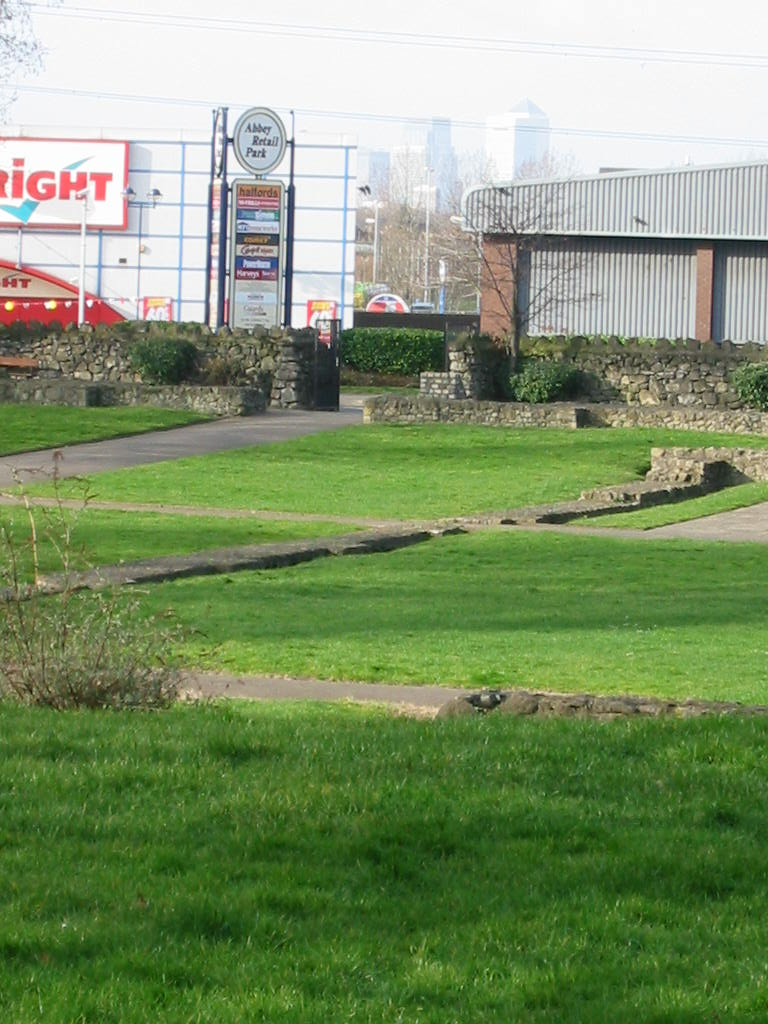
Les ruines avec Abbey Retail Park et Canary Wharf en arrière-plan.

## Source de la traduction
- (en) Cet article est partiellement ou en totalité issu de l’article de Wikipédia en anglais intitulé « Barking Abbey » (voir la liste des auteurs).